# Anaphalis kokonorica
Anaphalis kokonorica là một loài thực vật có hoa trong họ Cúc. Loài này được (Y.Ling) Grubov mô tả khoa học đầu tiên năm 1998.